# 雪山讃歌
雪山讃歌（ゆきやまさんか）は、日本の唱歌。アメリカ合衆国の民謡『いとしのクレメンタイン（Oh My Darling, Clementine）』のメロディに西堀榮三郎らが独自の日本語の歌詞をつけたものである。

## 概要
1927年（昭和2年）1月に群馬県吾妻郡嬬恋村の鹿沢温泉を京都帝国大学山岳部の仲間たちと訪れた西堀が、吹雪で宿に足留めされた際、退屈を紛らわせるために「山岳部の歌を作ろう」と仲間に提案し、仲間うちで好きなままに言葉を当てはめて作詞をしたものだという。歌は学生登山家や当地周辺の山岳観光関係者に広まり、歌い継がれるようになる。
のちに本作の代表的な歌唱者となるダークダックスのメンバー・喜早哲は、グループ結成前の1950年（昭和25年）頃、慶應ワグネルのメンバーでスキーをしに長野県志賀高原に訪れた際に、バスの車掌がこの歌を口ずさんでいるのを聴いたことで、初めて存在を知った。 
1951年（昭和26年）、朋文堂の雑誌『山』7月号の特集記事で歌詞とメロディが初めて紹介された。この際、作詞者不詳とされたが、桑原武夫が西堀榮三郎を作詞者として著作権登録の手続きを行った。この著作権印税によって、京都大学山岳部の財政が潤ったという。
1971年（昭和46年）、鹿沢温泉に歌碑「雪山讃歌の碑」が建立された。揮毫は西脇によるもの。
日本国内において、歌詞は2059年まで著作権保護期間内である。

## 歌手

### ダークダックス版

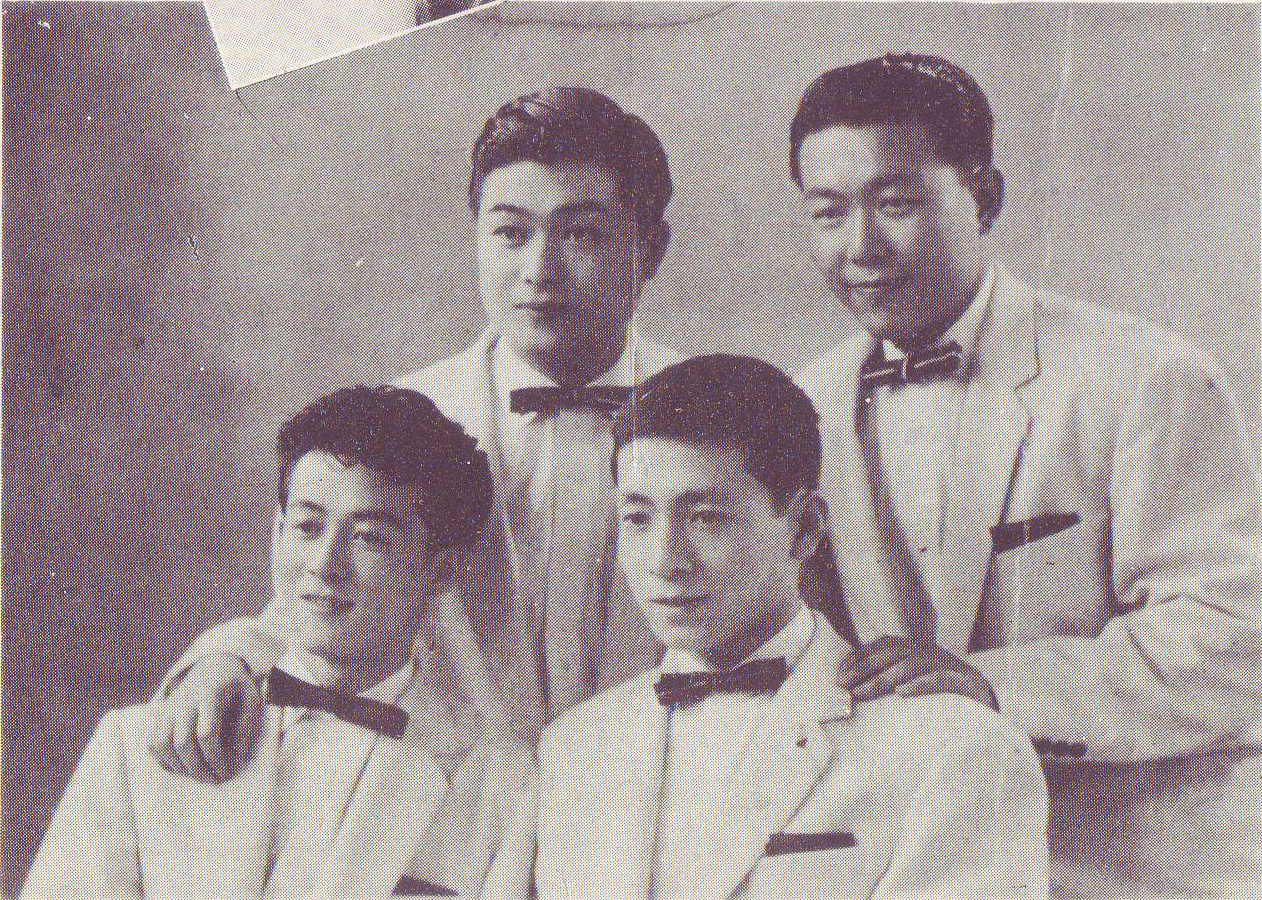
「雪山讃歌」の代表的な歌い手とされているダークダックス（1956年8月）

1958年7月にダークダックスがテイチクレコードでレコーディングし、同年9月に6曲入りEP『ピクニック・ソング』（テイチク NEP-1052）の1曲として発売し、翌1959年6月にシングルカットされた。同年の第10回NHK紅白歌合戦で歌唱した。ダークダックス盤は1959年のテイチクの流行歌レコード売上で年間10位を記録した。これに気を良くしたのか、ダークダックスは「山男の歌」のレコーディングも手掛けてヒットを飛ばしている。
ダークダックスは後にキングレコードからもシングルとして発売しており、キング盤の1968年時点での累計売上は30万枚。

### みんなのうた
NHKの『みんなのうた』では、放送開始間もない1961年12月から1962年1月にかけて放送された。荒谷俊治が編曲し、東京少年少女合唱団が歌った。なお作曲名義は「アメリカ民謡」とされた。

### その他のバージョン
- 1959年にはフォー・コインズがコロムビアレコードからシングルとして発売した。
- アメリカ合衆国のフォークグループ、ニュー・クリスティ・ミンストレルズ（英語版）は、1965年に日本で発売したシングル「雪山讃歌/山男の歌」（CBS 45S-190-C）で、この曲を日本語でカバーしている。英語題は「YUKIYAMA SANKA (My Darlin Clementine)」。
- その他1950年代より、デューク・エイセス、ボニージャックスなどが歌唱し、アルバムに収録した。

## 公共施設での使用
- 歌の発祥の地である嬬恋村では、『雪山讃歌』のメロディを防災行政無線からの正午を告げる時報チャイムに使用している。
- 歌碑近くの道路には、走行音が『雪山讃歌』の音階になる路面区間（メロディーロード）が設けられている[8]。
- JRバス東北青森支店 十和田北線車内の路線バスの観光案内で放送されている。
- アルピコ交通上高地線の車内チャイム及び接近メロディーに使用されている。
- 以下の特急列車の車内チャイムで使用されていたことがある。
  - JR東日本183・189系 - 中央線特急「あずさ」号（主要駅発着時）
  - JR東日本189系 - 信越線特急「あさま」号（主要駅発着時）
  - 富山地方鉄道14760形電車 - 特急「うなづき」号・「アルペン」号